# ロシアの農奴制

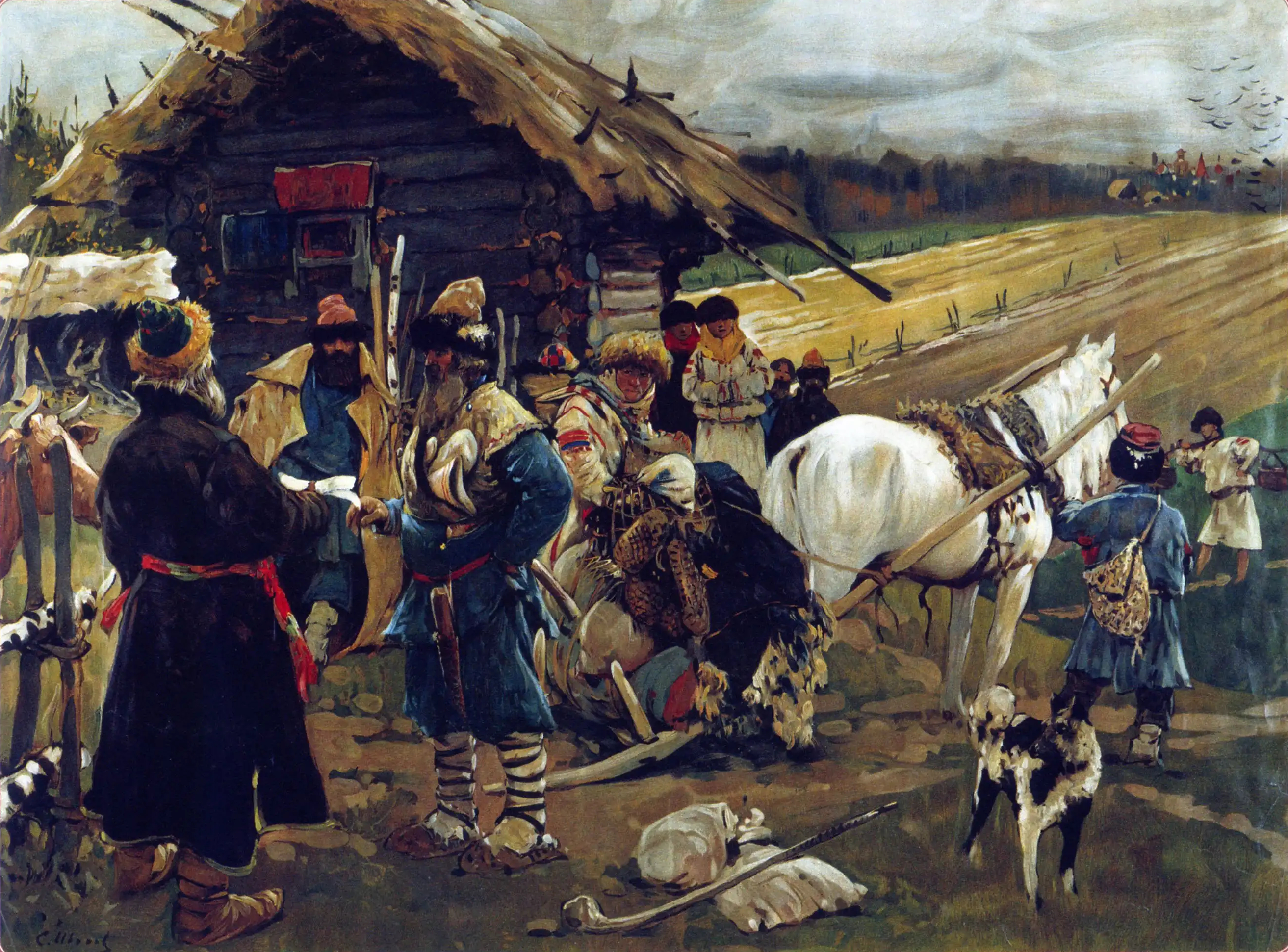
「聖ユーリーの日に領主のもとを離れる農民」セルゲイ・イワノフ画（1908年）

ロシアの農奴制（ロシアののうどせい、ロシア語: Крепостное право в России）では、モスクワ大公国の時代から帝政ロシアにかけてつづいたロシアの農奴制の特徴と展開について説明する。

## モスクワ大公国の時代
中世ロシア社会では、秋の収穫を終えた「聖ユーリーの日」の前後に農民の移動の自由が認められていた。ただし、みずからの領主に対して負債のある場合には移動の権利を行使できなかったため、実際には、多数の農民が土地に拘束されていた。15世紀に入ると、富裕な領主が負債を肩代わりする代償として農民を自己の領地へ引きぬく行為が増加しており、このことは中小領主の農地経営をむしろ圧迫した。15世紀末、リューリク朝のモスクワ大公で「全ルーシの君主」を称したイヴァン3世が農民の移動を制限する「1497年法典（スヂェブニク）」を定めた。これにより、農民の移動は「聖ユーリーの日」の前後それぞれ1週間（計2週間）に制限されることとなった。

## ロシア・ツァーリ国の時代

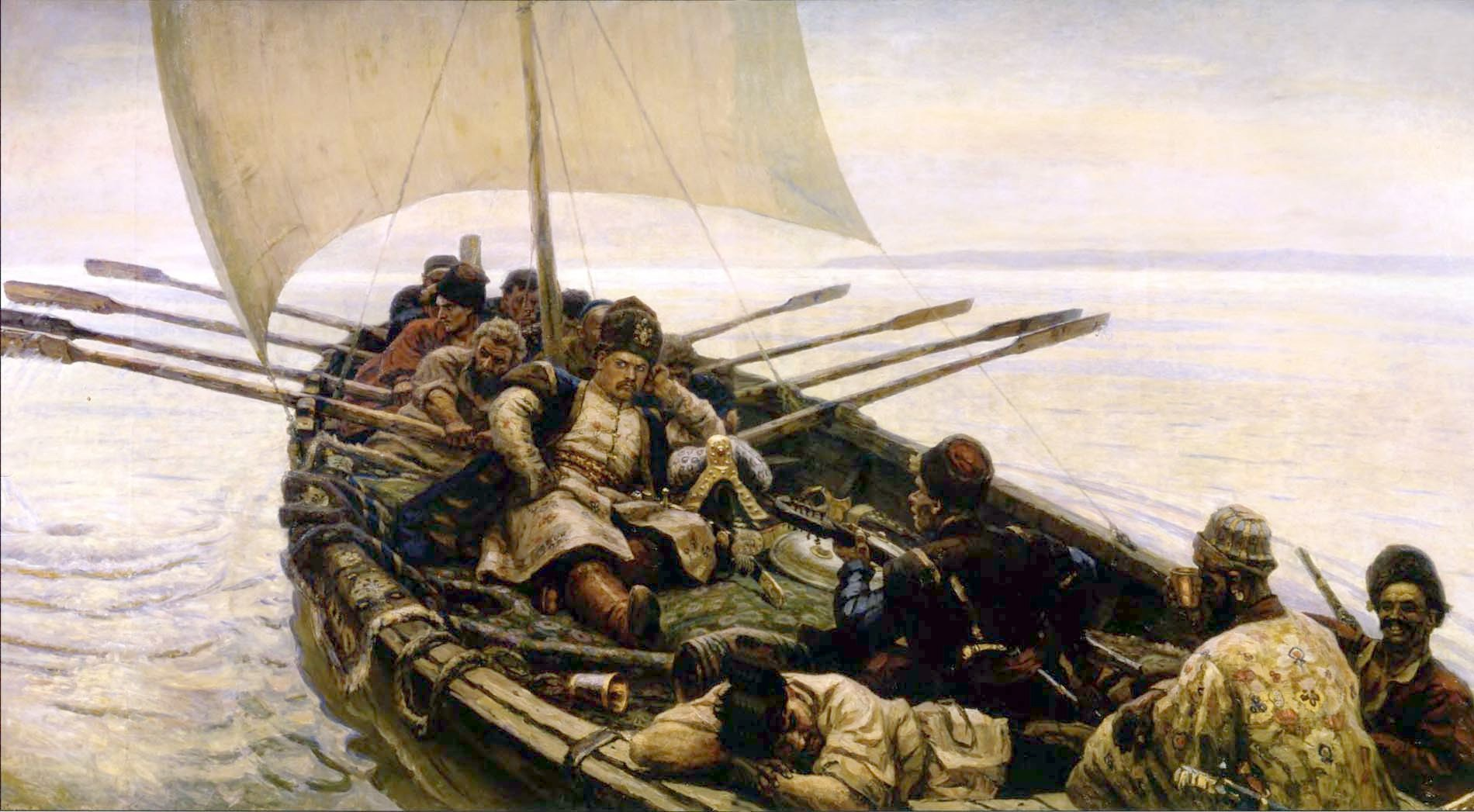
「ステンカ・ラージン」ワシーリー・スリコフ画（1906年、ロシア美術館）
----カスピ海をわたるスチェパン・ラージン

イヴァン3世の孫で初めて「ツァーリ」の称号を公式に採用してロシア・ツァーリ国を建てたイヴァン4世（「イヴァン雷帝」）もまた1550年に同様の法典を定めた。これは、1497年法典に改正を加えたもので、中小領主である士族層の経済的安定を図る一方で修道院や貴族層の土地所有制限条項をふくみ、また、代官への監督強化を盛り込んだ、全体としては中央集権化の方向性を示した法令であったが、農民の移動における「聖ユーリーの日」にかかわる規定については、前代をほぼ踏襲した。イヴァン4世統治下のロシアは、コサック（カザーク）の頭領イェルマークの遠征などにより、その版図をシベリアに広げたが、このような外的な発展は内的にはむしろ農奴制への傾斜をもたらした。中央部や北西部の農民の多くが、のしかかる負担の重さから領主のもとを離れ、南方や東方の辺境へと向かった。そのため、イヴァン治世晩年の頃には「聖ユーリーの日」の規定は廃止され、1580年の勅令でロシア農奴制の基礎が確立した。1581年および1582年は、一切の農民の移動を禁ずる「禁止年」に定められた。また、領主に対しては、逃亡農民捜索権および逃亡先への身柄引き渡し請求権が認められた。
ロマノフ朝第2代のアレクセイのとき、1649年の全国会議で制定された「会議法典（1649年法典）」によって、農奴制の立法化がおこなわれた。この法典は全体で25章967項よりなるものであったが、そのうち最も著名なものは農民裁判に関する規定（第11章）であった。ここでは、逃亡農民の捜索期限が撤廃されて無制限となり、これよりのち逃亡農民をかくまう者に対しては高額な罰金が定められて農民の土地緊縛が完成した。16世紀末葉から17世紀中葉にかけては、ロシア史上、本格的な農奴制の成立をみた時期である。
しかし、こうした土地緊縛に対し農民たちはしばしば激しく抵抗し、肥沃ではあるが人口の少ない南部などに逃亡をはかる者が少なくなかった。その一方、南ロシアを本拠とするドン・カザークは慣習法を盾にして逃亡者の引き渡しに応じないことも多く、このことは、カザークの軍事力に依存する部分の大きかったロマノフ朝をおおいに悩ませた。
アレクセイ帝治下の1670年から1671年にかけては、ドン・カザークのスチェパン・ラージンを中心に大規模な反乱が起こっている（ステンカ・ラージンの農民反乱）。この反乱とその首謀者についてはロシア民謡「ステンカ・ラージン」で広く知られるところである。反乱の原因のひとつに、農業に見切りをつけた逃亡民がドン・カザークの地に大量に流入したことが挙げられる。ただし、この頃までは地主と農民の関係はまだ契約にもとづく要素があり、農民の地位は後年ほど苛酷なものではなかった。

## 帝政ロシアの時代

### 「ロシアの西欧化」と農奴制

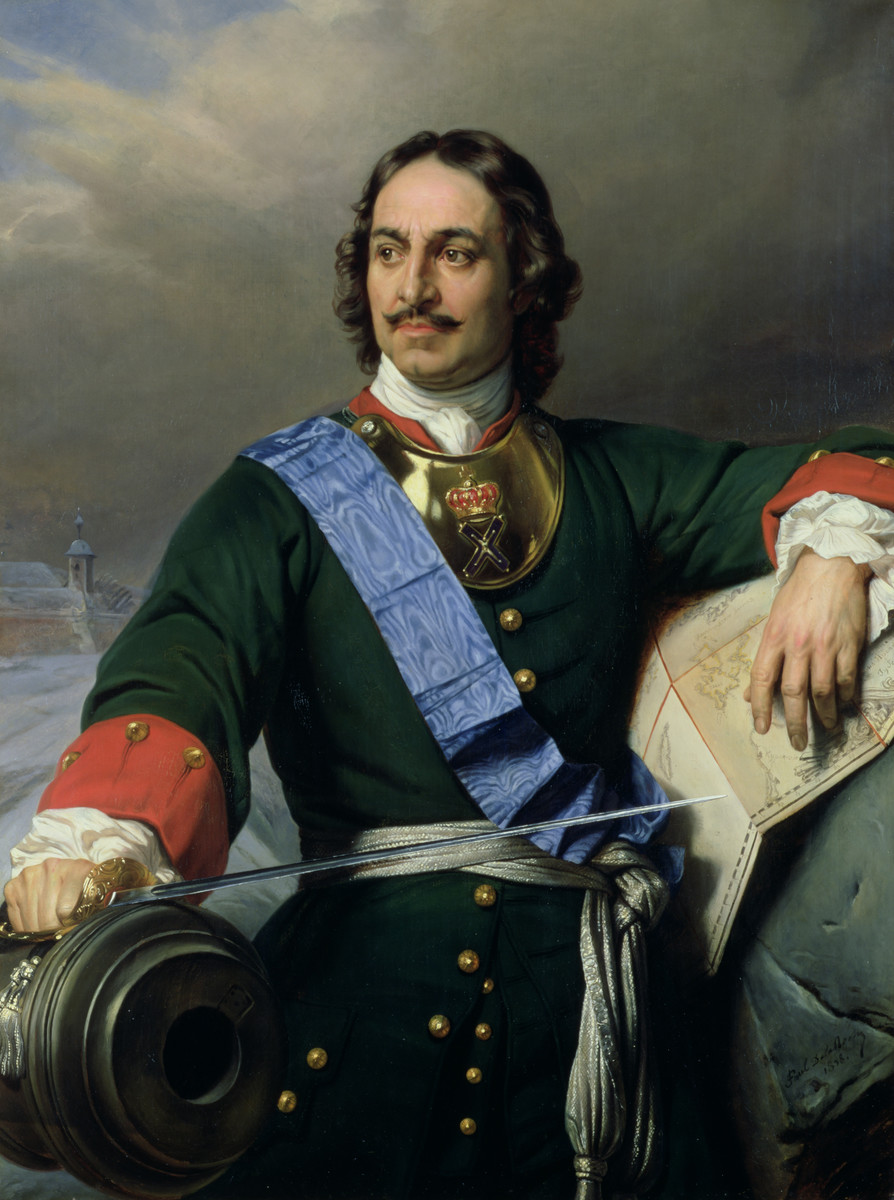
西欧化を推進する一方で農奴制を強化したピョートル1世

「インペラトール（皇帝）」をみずから名乗ってロシア帝国を創始したピョートル1世は、西欧化を推進する財源を確保する必要から農奴制をむしろ強化した。1705年には、勅令が出され、初めての徴兵がなされた。1719年には、全国の農村を対象に住民調査がおこなわれたが、ここでの人口調査の目的は、課税単位を「世帯」から「個人」へと変えることであった。こうして、農民は、人頭税の財源として、いわば世襲的に土地に緊縛されるようになったのである。
人頭税は、平時における軍事費として位置づけられていた。そして、農民にとって特に負担だったのは、軍隊の農村配備であった。農村地域に設けられた兵営の部隊は、管轄下の各村落に出向いて人頭税を徴収した。また、人頭税の導入は従来は課税対象とされなかった家内奴隷（ホロープ）をも農民と同様に調査・課税するものだったので、間接的にではあったが、一般農民のいっそうの地位低下と困窮をまねいた、農村の多くは、慢性的な不作や兵営宿舎建設などで疲弊しており、人頭税の滞納が各地で累積し、農民逃亡があいついだ。
18世紀中ごろのロシアでは、依然として中世的な三圃式農業がおこなわれ、1頭の馬がひく木製の犂では深耕もできなかったため、その生産性は低かった。1733年から1735年にかけての大凶作では、数万世帯の農民が餓死するか離村したといわれる。
帝政ロシアにおける農民には、国有地農民、修道院農民、貴族領農民などがあったが、いずれも農奴制の下におかれていた。農民は移動の自由のみならず結婚の自由ももたず、領主裁判権に服さなければならなかった。農民たちが町に出かけたり、他の地方に出稼ぎに行く場合には、必ず領主、またはその代理人に申し出る義務があり、その許可が必要とされた。許可が得られた場合でも国内旅券をつねに携行しなければならなかった。農奴は、娘を嫁に出す際にも領主の承認が必要であり、承認が得られない場合もあった。領主裁判権は殺人などの重罪をのぞき、領主または領地管理人が審判し、判決を下す制度であり、農民たちは些細なことで鞭打ち刑や罰金刑に服さなければならなかった。
このようにロシア農奴制は、人格的支配がともなう社会制度としてつづいてきたのであり、その点で最も苛酷な状況にあったのが貴族領農民であった。しかし、国有地農民といえども、皇帝の一存で国有地が貴族に下賜されることは珍しいことではなかった。農奴制下のロシア農民はおしなべて人格的な無権利状態にあり、ときに領主の過度の要求や苛政、虐待に対し、彼らの殺害におよんだケースもあった。農民側の抗議の方法は多様で、嘆願や一揆というかたちをとることも多かったが、ロシアにおいては特に、その広大な国土を反映し、貧困、凶作、徴兵拒否などを理由に故郷の村から逃亡するケースの多かったことが特徴的である。1727年から1741年のあいだに逃亡中であった農民は32万7000人にのぼる。極端なケースでは、村全体が領主のもとを去ることさえあったが、こうした場合には領主側もなすすべがなかった。ただ、ロシア農民の生活を大きく規定したのは一面では長く寒い冬、短い夏、そして春や秋に頻繁に訪れる冷えだったのであり、その点において単に「抑圧と抵抗」のみに還元されない要素もあった。今日では領主側の温情主義に注目する新しい研究もあらわれている。また、このころ、農村社会では「土地割換」という世帯の労働力の多寡に応じて毎年耕作地を分配しなおし、村単位に課される人頭税や地代の負担に連帯して応じる独特の土地利用慣行が広がっていった。兵役も、村の自治的な会合において貧農や大酒飲みなどに押しつけられるケースが多かった。

### 「エカチェリーナ改革」と農奴制
18世紀中葉から後葉にかけてのエカチェリーナ2世統治時代は、「貴族の天国、農民の地獄」と形容されることさえある、両者の懸隔の最も甚だしい時代であった。

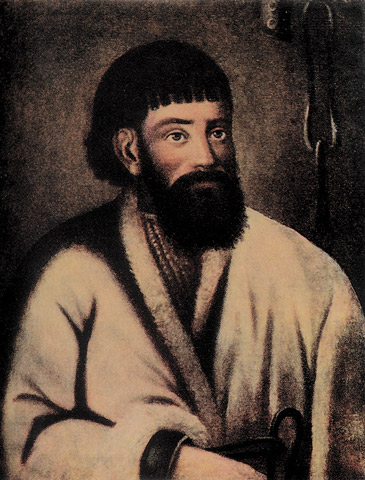
農民反乱を指導したエメリヤン・プガチョフ

「本とペンの皇帝」として知られる、学識豊かな啓蒙専制君主エカチェリーナ2世は、治世初期の1766年に「訓令（ナカース）」を発し、そこでは古代の奴隷制の弊害を論じて農奴制の緩和に言及したが、立法委員会では貴族の猛反対にあっている。同じ1766年、エカチェリーナ2世はイギリスとのあいだに英露通商条約を結び、原材料の輸出関税を引き下げた。これは、産業革命期のイギリス工業にとっては大きな利益となったが、国内的には労働力の抑圧強化をもたらし、農民たちはヴォルガ川を越え、あるいはまたウラル山脈、さらにはシベリアへまでおよぶ農民の「大量逃亡」が生じ、いっぽうでは各地で反乱を招いた。
女帝統治下の1773年から1775年にかけて、ステンカ・ラージンの乱よりもいっそう大規模な農民反乱としてプガチョフの乱が起こっている。首謀者のエメリアン・プガチョフは、エカチェリーナの亡き夫で前皇帝のピョートル3世を名乗ったヤイク・カザークであり、農民たちに対して「貴族身分抜きの国制」を呼びかけた。軍事専門家の研究によれば、彼らの軍がカザン攻撃をやめてモスクワに向かっていたらエカチェリーナの王権は命脈が尽きていた可能性があるとさえいわれている。ヤイクの地名は、プガチョフの乱後、「ウラル」に名を改められた。

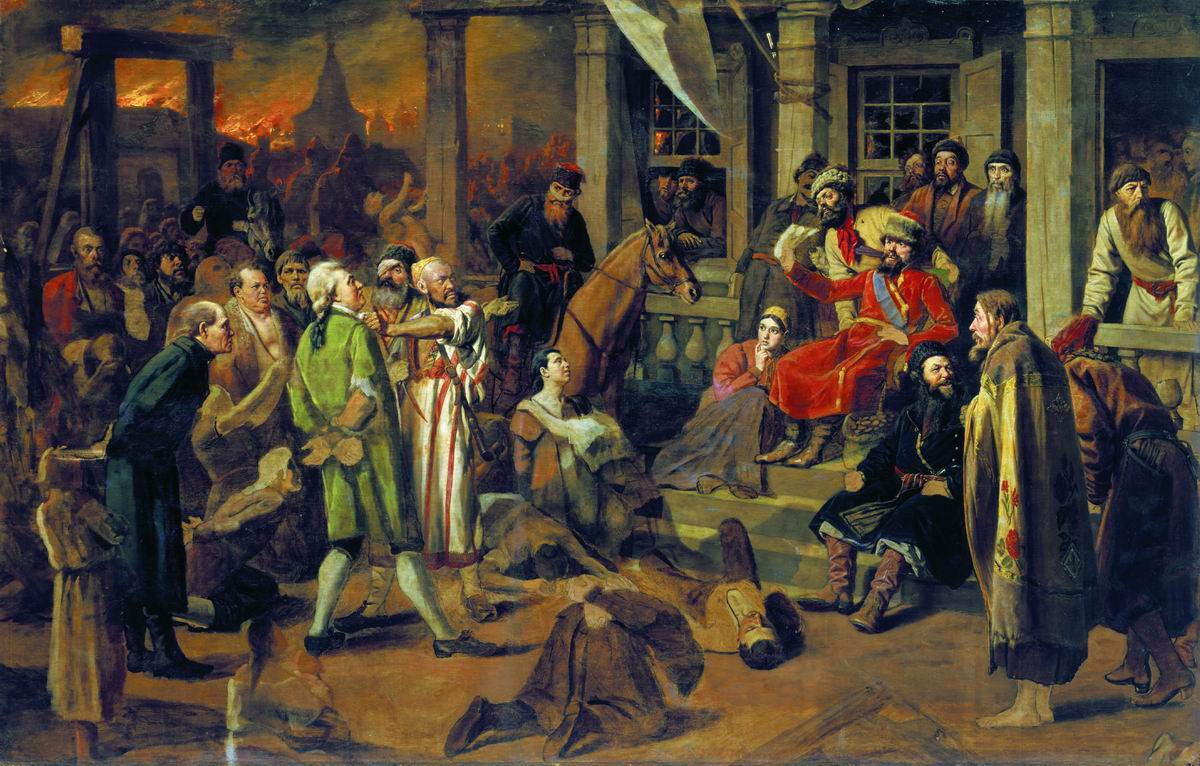
「プガチョフの審判」ワシーリー・ペロフ画（1879年、ロシア美術館）
----
プガチョフの前に引き立てられる貴族たち

プガチョフの反乱に参加した農民たちの思いの根底にあったものは「彼らの祖先たちが自由人であった時代に戻ること」であった。農民たちは、少なくとも近代あるいは「資本主義的世界経済」のもとにある自分たちの現在の境遇よりも格段に自由だった過去の時代への回帰をめざして立ち上がったのである。貴族の根絶というプガチョフの呼びかけのために殺害された貴族やその妻子も少なくなかった。しかし、エカチェリーナ2世は、数万におよぶ農民反乱を徹底的に鎮圧して国内労働力の抑圧を強化し、イギリスの主導するヨーロッパ自由貿易体制のなかで、一貫して自由貿易主義の立場でこれに対峙した。
エカチェリーナ時代の農民は、ほとんど奴隷に等しい境遇となった。そのことは当時の新聞に「裁縫のできる28歳の娘売ります」「コックとして使える16歳の少年売ります」などのような広告が掲載され、実際に農奴市場が存在したことでも知られている。農奴は一般に移動と職業選択の自由をもたない身分であったが、通常は売買の対象とならない。しかし、ロシアでは売買の対象となったのであった。新聞広告には「本日午後10時、郡裁判所と市参事会立会いのもとに、故ゴローヴィン大尉所有の男女農奴6名、土地、家屋の競売あり、希望者の来観歓迎」などというものもあった。農奴は地代小作料ないしは労役を主人に支払わなければならなかったほか、農奴の主人（貴族）は、かれらを家族と引き離してでも売買したり、抵当に入れたりすることができた。主人は、みずから所有する家畜や建物同様、農奴を自由に扱うことができ、農奴は主人に不服を申し立てることすら禁じられていた。農奴の価格は、エカチェリーナ2世時代の初期には一村全体を土地と農民一括で購入する場合、1人あたり土地付きで30ルーブルであったが、年々価格が上昇し、治世晩年には100ルーブルでも入手できなくなりつつあったという。
貴族が農民を虐待する例は無数にあった。1787年から1791年にかけてのオスマン帝国との戦争（しばしば「第二次露土戦争」といわれる）での軍功で知られるピョートル・ルミャンツェフ伯爵は、領内の農民に対してきびしい軍隊式の規則を定め、これに違反すると2コペイカから5コペイカの罰金を徴収し、また、笞、棒、鎖による体刑をおこなった。理由なく教会へ行かない者に対しては10コペイカの罰金、わずかでも盗みがあれば所持品すべてを没収したほか兵役につかせた。
地主（貴族）は、働けなくなった農奴や自分の気に入らない農奴を開拓民として「シベリア送り」にする権限さえもっていた。このころシベリアを旅したサンクトペテルブルク科学アカデミー（現ロシア科学アカデミー）のペーター・ジーモン・パラスは、そこで多くの農民が、身寄りのない孤独な生活を送っていることを目にしている。シベリアの農民たちはパラス教授に対し、故郷の妻や子を恋しがり、これがもし家族同伴の「シベリア送り」であるなら、地主のもとで故郷で生活するよりも、どれだけ幸福であることかと泣き伏して訴えている。
地主である主人（貴族）の権限を制限しうるものは何もなく、もしあるとすれば、それは彼の良心と行為の結果が利益になるか否かを計算したうえでの判断だけであった。農奴は、貴族の「所有物」に等しい存在であった。

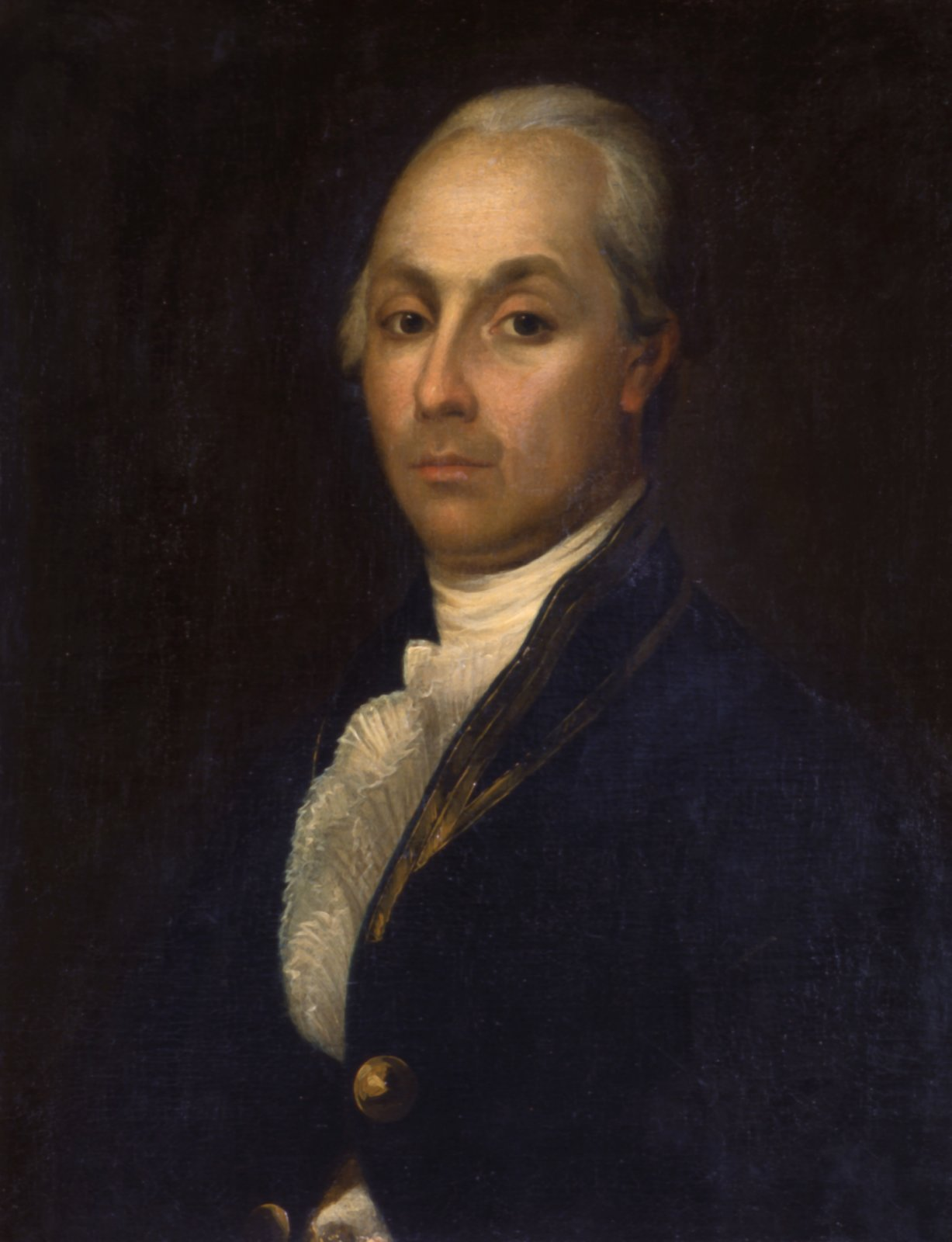
『ペテルブルクからモスクワへの旅』を著し、シベリアに流刑となったアレクサンドル・ラジーシチェフ

一方の貴族は、1785年のエカチェリーナの誕生日に発布された「貴族への特許状（恵与状）」によってロシアで唯一の「自由」な身分となり、租税・軍務・体刑を免除され、裁判では同僚のみによって裁かれ、なおかつ、彼らを有罪とするには女帝の許可を必要とするなど、その身分が特別に保障された特権階級であった。貴族の所領に対する国家の諸規制さえ全面的に撤廃され、所領や農奴は完全な私有財産とされた。それまで貴族の重大犯罪に対して課されてきた所領没収という処罰も廃止された。そして、こうした特権は、帝国と君主に対する忠勤への代償とみなされ、それゆえ必要なときには何時いかなる時も君主の呼びかけに応じ、命を惜しんではならないとされたのである。エカチェリーナはまた、権力基盤である貴族層の支持がより確固なものとなるよう、広大な国有地と「国家の農民」を貴族に対して惜しげもなく下賜した。地域的にみれば、彼女の治世において特に農奴制の定着と広がりをみたのはウクライナであった。
エカチェリーナ2世統治下のロシアを旅した外国人は、ロシアの貴族が宮殿のような邸宅に住み、多数の召使いをかかえて豪奢な生活を送っていることに驚嘆している。それに対し、ロシアは小麦の世界的な産地であったにもかかわらず、上等なものは西欧向けの輸出にまわされ、「国民の口に入ることはほとんどない」という状態だった。科学者ミハイル・ロモノーソフの証言によれば、当時の新生児は5人のうち4人までが3歳までに死亡している。天然痘やはしかなどの感染症が主な死因であったが、それはさらに農奴たちの劣悪な生活環境に由っていた。また、洗礼の際に冷水に浸すという習慣も原因のひとつであった。

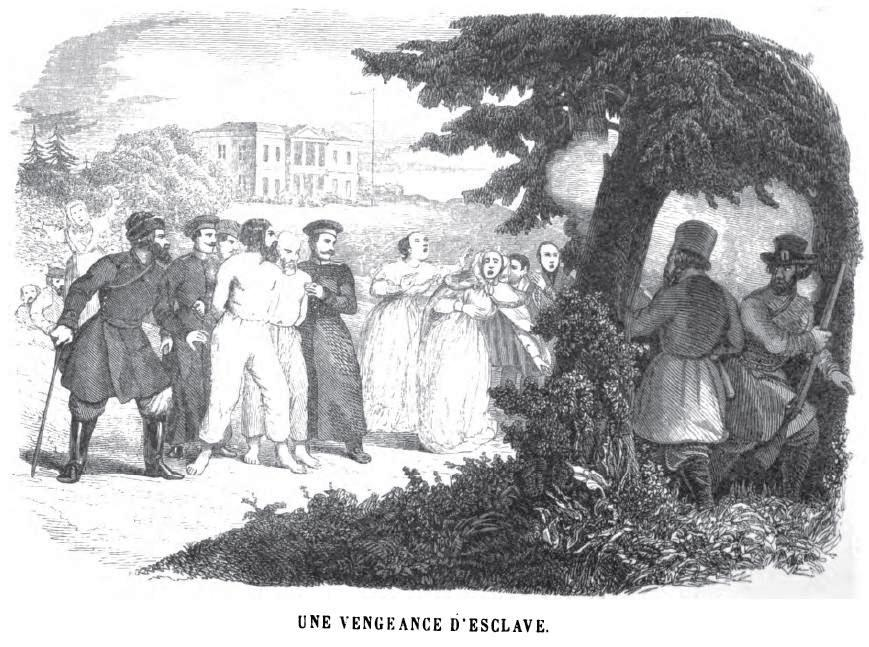
「農奴の復讐」Charles Michel Geoffroy画（1845年）

1790年、啓蒙思想家として知られるアレクサンドル・ラジーシチェフは『ペテルブルクからモスクワへの旅』を刊行し、当時のロシア農奴制の実態をいきいきと描いている。これは、旅日記のスタイルをとりながらも農民の悲惨な日常と貴族による農民に対する非人間な扱いを克明に記して農奴制告発の主張が込められていた。そのなかには「地主のドラ息子たちは、ひまがあると村や畑をほっつき歩いて、農民の妻や娘をもてあそんだ。彼らの手ごめをまぬがれた女性はひとりもいなかった」という記述もある。エカチェリーナ2世は、この本を発禁処分とし、著者に対しては「プガチョフよりもおそろしい」と述べてシベリアへの流刑に処した。1789年のフランス革命に衝撃を受けたエカチェリーナはツァーリへの嘆願という農民の最終手段も禁止してしまったのであり、農奴たちの絶望的な生活は改善の見込みもなかった。
いわゆる「エカチェリーナ改革」は、貴族を恒常的に軍隊に組み込むことによって貴族の余暇を奪いながら国内の分権化傾向に歯止めをかけ、オスマン帝国との戦争やポーランド分割など積極的な対外政策を進めていく一方で、貴族に対する終身の強制軍役を廃止する代わりに、ロシア政府の性質を、従来の貢納徴収機構から脱却して、帝室と特権貴族による文民支配機構として再構築しようという過渡的な性格を有していた。官吏制度の改革や地方行政改革もその一環であった。そこにおいて貴族は、地方では換金作物生産にたずさわる農業経営者としての役割を担ったのであり、小麦や木材などの「世界商品」が国際競争力を維持するために、農奴に対する非人間的な扱いはむしろ常態化したのである。ただし、エカチェリーナが拠って立った自由貿易主義はその弊害も大きく、一般のロシア人からすればイギリス商人はむしろ積年の恨みの対象でもあったため、彼女の死後は保護貿易主義が勢いを増した。1800年、2人の皇帝（ピョートル3世とエカチェリーナ2世）を父母にもつ皇帝パーヴェル1世は対英関係を断絶し、イギリス商品を禁輸、さらにはイギリス船を没収するという行動に出ている。

## 農奴解放令

「デカブリスト反乱の鎮圧」。Karl Kolman画（1830年代）

農奴制は、ロシアの農業それ自体の発展にとってもひとつの障壁となっていた。技術改良への意欲は失われ、自暴自棄からくる農奴の反抗をかえって助長したからである。1828年から1829年にかけては85件もの農民蜂起があり、1855年から1861年にかけては、その件数は474件におよんだ。
1825年、ロシア史上初めてツァーリズム（皇帝専制）に批判が向けられた貴族の将校たちの反乱、デカブリストの乱が起こった。将校たちのほとんどは1812年のナポレオン戦争（祖国戦争）とその後のライプツィヒの戦い、ワーテルローの戦い、パリへの進軍など外征の参加者であった。かれらは、戦争中に農民出身の兵卒からロシアの農奴の生活の悲惨なありさまを聞き、さらに祖国と比較して、基本的人権が唱えられ、自由主義的で進んだ西ヨーロッパの人びとの生活を目の当たりにして、農奴制と専制政治を廃止して祖国ロシアを改革し、代議制・立憲制を採用して西ヨーロッパ並の国家にしていくことを目ざし、最優先の要求として憲法制定を掲げた。この反乱は一日で終息したが、その後のロシアの革命思想および革命運動に大きな影響をあたえた。
文学者たちも、農奴制と皇帝専制に対してしだいに批判の声をあげていった。「ロシア近代文学の父」といわれる文豪アレクサンドル・プーシキンは、乱を起こしたデカブリスト（十二月党員）と深い関係をもっていたといわれており、彼らに深い共感をもっていた。彼の代表作『大尉の娘』（1836年）はエカチェリーナ2世時代の反乱の指導者プガチョフを好意的に描いている。ニコライ・ゴーゴリは、1836年の喜劇『検察官』で地方官吏の偽善と腐敗を暴露して自由主義者からの賛美と保守派からの非難を浴びたが、ゴーゴリ自身に現体制を否定する意図はなく、毀誉褒貶に耐えかねて長い外遊に出かけた。また、1842年の『死せる魂』もまた、ゴーゴリの意図をこえて農奴制に対する根本からの告発と受け止められた。それに対し、イワン・トゥルゲーネフはより自覚的であった。1847年以降、文芸雑誌に投稿した『猟人日記』では農奴の悲惨な生活を描き、農奴制そのものを告発した。トゥルゲーネフは、これがもとで逮捕され、投獄されたが、のちに皇帝アレクサンドル2世が農奴解放を決心したのは、皇太子時代にこの作品を読んだからだといわれている。トゥルゲーネフは1854年の『ムムー』においても地主のもとで酷使される農奴たちの悲劇を描き、精神の自由を唱えた。
デカブリスト反乱直前に帝位についたニコライ1世は、秘密警察「皇帝官房第三部」を創設してプーシキンやミハイル・レールモントフ、ヴィッサリオン・ベリンスキー、アレクサンドル・ゲルツェンら数多くの文学者・思想家を追放や流刑に処したが、その一方では、貴族に農奴への一定面積の土地支給を強制する法律（1827年）はじめ、土地売買による農奴家族の分散の禁止（1833年）、家族から分離しての農奴の売買禁止（1841年）、土地を所有しない貴族による農奴の取得禁止（1843年）、負債の支払いのために売却された土地に住む農奴に対し、土地付きで人格の自由を買い取ることを許可する法律（1847年）、農奴に不動産購入権を認める法律（1848年）など、つぎつぎに農奴の待遇改善に資する農業立法をおこなった。ニコライ1世は、農奴は個人の所有物であるという当時の貴族社会の通念とは一線を画し、あくまでもロシア帝国の有用な臣民であるという立場に立っていたが、一連の法令は、いわば、農民を貴族領主ではなく土地の「隷属者」にするという性格をもっており、ただちに農奴解放につながるものではなかった。

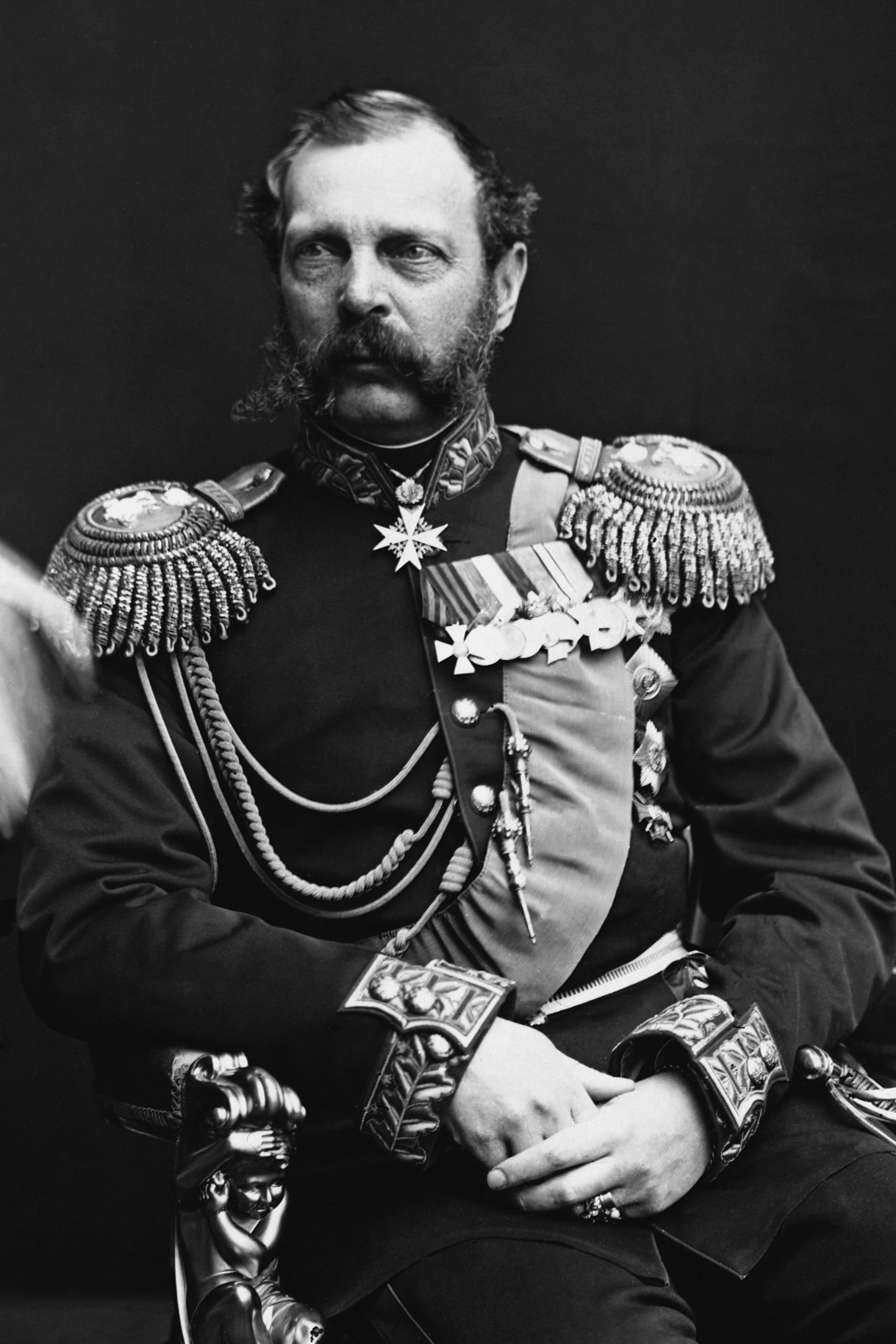
「農奴解放令」を発したが、1881年に暗殺されたアレクサンドル2世

1856年のクリミア戦争の敗北は、その前年に父ニコライ1世の後を継いだ新皇帝アレクサンドル2世に近代化の必要性を痛感させた。この時点で、貴族領主に人格的に隷属させられた農奴は全農民の半数近い約2300万人いたといわれる。農奴制は諸悪の根源と見なされ、非難の対象となった。後世「解放皇帝」と呼ばれることとなるアレクサンドル自身は、伝統的な領土拡張主義政策を踏襲する、保守的な思想の持ち主であったが、帝国建て直しの必要に迫られ、進歩的な官僚を登用して改革に取り組んだのであった。皇帝は戦争終結の詔勅において「大改革」の意向を明らかにし、さらに貴族たちの前で従前より懸案であった農奴解放について演説をおこない、「下からよりは、上からこれを行うべきである」と宣言した。

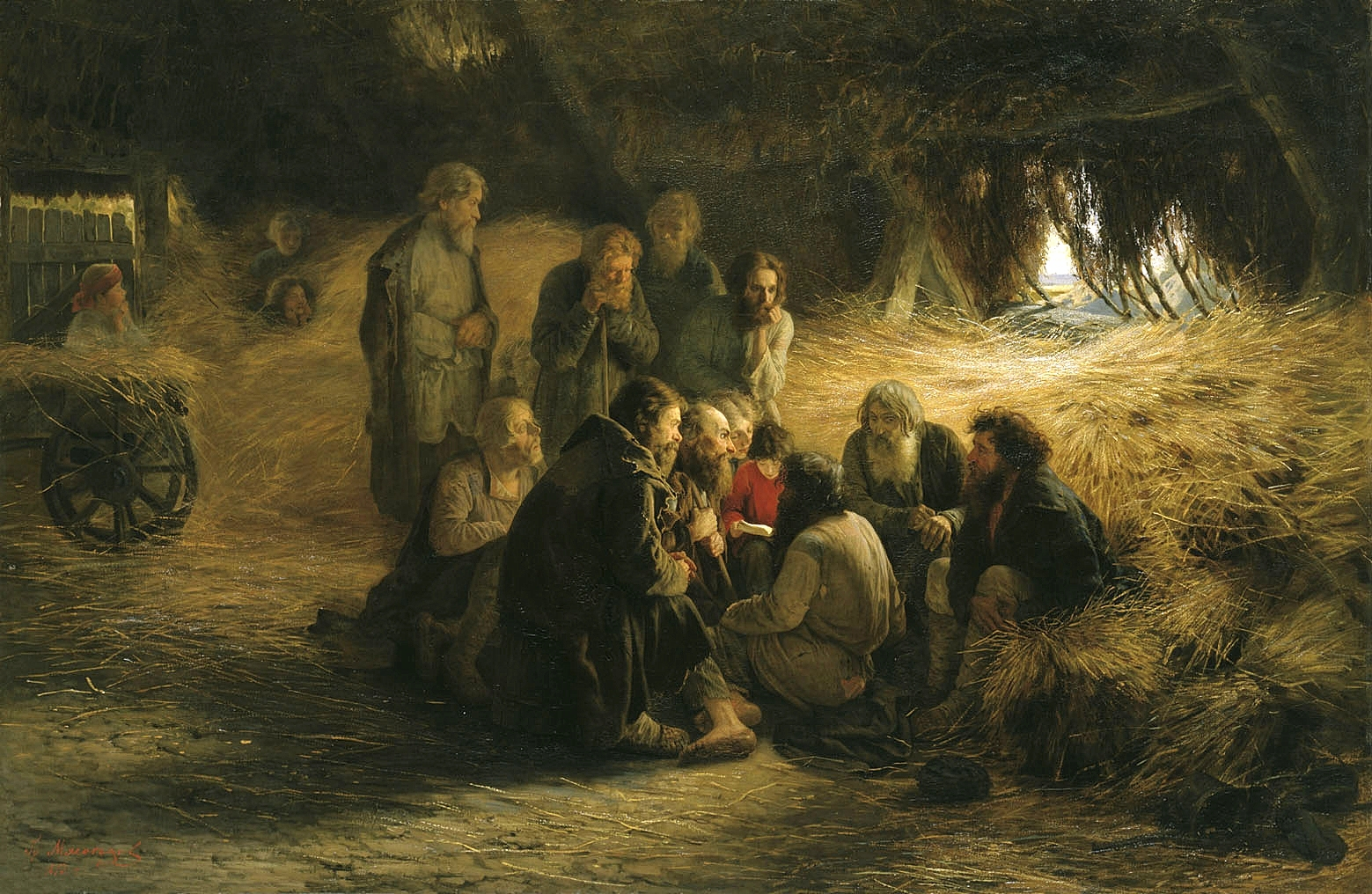
「1861年2月19日の読書」グリゴリー・ミャソエドフ画（1873年、トレチャコフ美術館）
----1861年勅令（いわゆる「農奴解放令」）を読む農奴たち

皇帝アレクサンドル2世は露暦1861年2月19日（グレゴリオ暦では同年3月5日）、農奴解放令を発布し、これにより、地主保有の農奴に人格的な自由と土地が与えられた。さらに、1863年には帝室領農奴が、1866年には国有地農奴がそれぞれ解放された。しかし、農地は無償分与されたわけではなく、政府が地主に対して寛大な価格で買戻金を支払うことと定められ、解放された農奴は国家に対してこの負債を支払わねばならなかった。また、土地の3分の1程度は領主の保留地となる場合が多く、農奴だった者は多くの場合、耕作地をせばめられた上にやせた土地が割り当てられた。そして、大抵の分与地は農村共同体（ミール）が集団的に所有し、農民への割り当てと財産に関するさまざまな監督をおこなったため、農奴だった者は領主に代わって農村共同体に自由を束縛されることとなったのである。
こうして、農奴制は法的には廃止されたものの、解放からしばらくの間、農民の生活は以前よりかえって苦しくなり、解放令の内容に不満をいだいた農民による暴動が各地で起こった。アレクサンドルの「大改革」は、農村における絶対権力を失った地主貴族にとっても、土地を購入しなければならなくなった農民にとっても不満ののこるものであった。ただし、新しい政治勢力にとってはひとつの光明となったこともまた事実であった。
経済的には、この改革によりロシアでも農村プロレタリアが創出され、ロシア資本主義発展の基礎がつくられ、19世紀後半に進展するロシア工業化の一要因となった。

## 世界資本主義のなかでのロシア農奴制
しばしば「大航海時代の幕開け」と称される15世紀末以降、エルベ川以東のドイツ、中央ヨーロッパ、そしてロシアを含む東ヨーロッパでは、上述してきたように、封建領主が所領への緊縛と人格的な隷属とを強制した農奴による賦役労働によってみずから直営農場を経営し、主として西欧市場に向けた穀物生産を強化していった（穀物以外では木材が重要な輸出商品となった）。プロイセンではこれをグーツヘルシャフト（農場領主制）と呼び、他方、フリードリヒ・エンゲルスによって「再版農奴制」と名づけられた。すなわち、11世紀以降しだいに農奴の人格的解放が進んでいき、17世紀以降の市民革命でその解放が完成する西ヨーロッパに対し、東ヨーロッパにおいては16世紀から18世紀にかけての比較的新しい時期（近世）において、むしろ農奴制が確立し、強化されていったのであり、これを従来の歴史学では概して東欧・ロシアにおける「封建反動」「逆コース」の結果として解釈してきたのである。
しかし、イマニュエル・ウォーラーステインらの「世界システム論」によれば、グローバル資本主義のなかで「中核」となった西欧市場に対し、ロシアを含む東ヨーロッパは農産物など一次産品を供給する「周辺」として従属を余儀なくされたのであり、その結果、農業生産力を増大させていく目的で農奴制が強化されたものであると解釈しなおされた。つまり、先進・後進の二者関係ではなく、いわば同じコインの表裏というとらえ方である。ウォーラーステインは、『近代世界システム 1730-1840s -大西洋革命の時代-』において、18世紀においてロシア帝国産の鉄はなお重要な輸出品となっていたが、イギリスで新しい技術が開発され、ロシアの鉄輸出がふるわなくなったのち新たな主要輸出品として小麦が鉄にとってかわったという事実に注目し、ロシアの主要相手国がイングランドおよびスコットランド、アメリカ合衆国である（18世紀末以降はフランスもこれに加わる）ことから、特に、スコットランドとアメリカ（イギリスにとっての半辺境）は、1750年代以降、ロシアがヨーロッパを中核とする世界システムに組み込まれたことでその地位を高めることが可能になったと指摘している。このことについてウォーラーステインは、合衆国経済の繁栄は「ロシア農民の果てしない肉体労働と熟練の不十分な労働を利用し得えたから」であるというアメリカの歴史家アルフレッド・クロスビーの1965年の著作からの一節を引用し、また、ロシアの場合は、後世の歴史家がつとに指摘するような、悪名高い「後進性」をむしろ保障し、あるいは、それを促進するようなやり方で資本主義的世界経済に編入されていったと分析した。さらにウォーラーステンは、ロシアは、インド亜大陸やオスマン帝国、西アフリカなど、ロシアとほぼ同時に資本主義的世界経済に編入された他地域と比較すれば、なおも総じて高い国際的地位を享受してはいたが、しかし、最終的にこのことは、ロシア人をしてロシア革命を引き起こせざるを得ない力をロシア社会にもたらしたと結論づけている。